# Нейва (река)
Не́йва (Не́вья) — река в Свердловской области России. Сливаясь с рекой Реж, образует реку Ницу — приток реки Туры (бассейн Оби). Длина реки Нейвы — 294 км, площадь бассейна — 5600 км².

## Описание

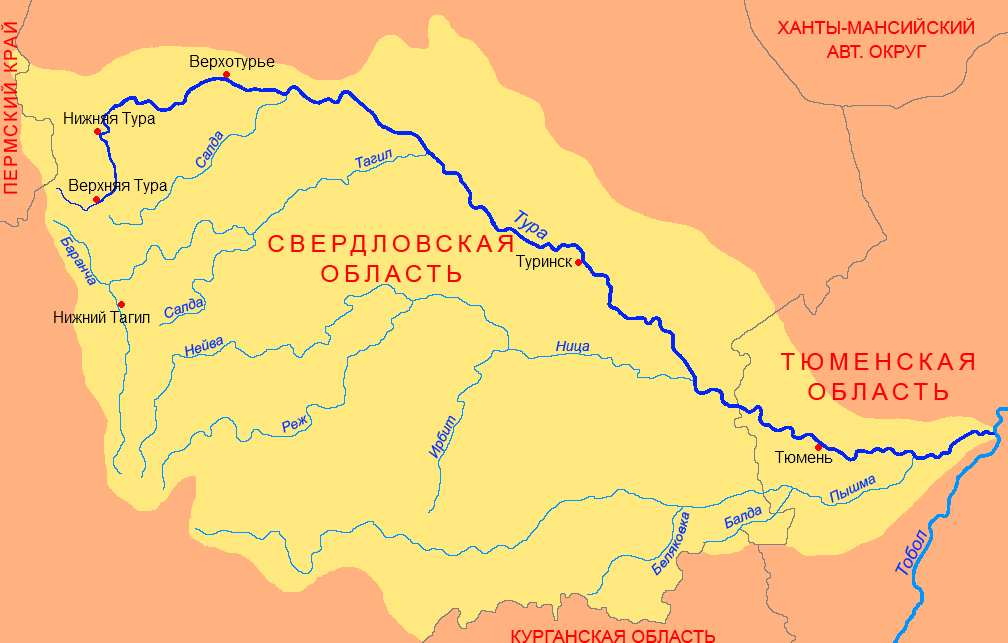
Бассейн Туры

Нейва берёт начало на восточном склоне Среднего Урала, рядом с озером Таватуй, далее проходя через Верх-Нейвинский пруд. Старое название реки — Невья. Версии о происхождении названия реки не подтверждены.
На Нейве образовано несколько прудов:
- Верх-Нейвинский и Малый Верх-Нейвинский (в районе пгт Верх-Нейвинского),
- Рудянский (в районе п. Нейво-Рудянка),
- Невьянский (в районе г. Невьянска),
- Петрокаменский (в районе с. Петрокаменского),
- Нейво-Шайтанский (в районе п. Нейво-Шайтанского),
- Алапаевский (в районе г. Алапаевска).

Питание реки смешанное, с преобладанием снегового. Нейва замерзает в ноябре, вскрывается в апреле. Среднегодовой расход воды у Алапаевска — около 10 м³/с.
Используется для водоснабжения Алапаевска и других населённых пунктов. В 2014 году на реке была закончена реконструкция плотины.
На участке от Нейво-Шайтанского до Алапаевска летом река сильно зарастает водными растениями.

## Притоки
(км от устья)
- 18 км: Бобровка
- 23 км: Таборка
- 27 км: Ежуковка
- 32 км: Захарьиха
- 46 км: Синячиха
- 58 км: Толмачиха
- 64 км: Алапаиха
- 90 км: Ивановка
- 103 км: Малая Леневка
- 110 км: Большая Ленёвка
- 126 км: Сусанка
- 128 км: Мостовка
- 137 км: Алабашка
- 144 км: Ямбарка
- 177 км: Беляковка
- 183 км: Бродовка
- 195 км: Вилюй
- 200 км: Режик 3-й
- 202 км: Малый Режик
- 221 км: Таволга
- 231 км: Ближняя Быньга
- 231 км: Дальняя Быньга
- 273 км: Лобачёвка
- 276 км: Бунарка

## Населённые пункты
От истока к устью:
- село Тарасково,
- посёлок городского типа Верх-Нейвинский,
- посёлок Нейво-Рудянка,
- посёлок Нейва,
- деревня Листвянное,
- село Федьковка,
- деревня Невьянка,
- посёлок Ребристый,
- город Невьянск,
- село Быньги,
- деревня Нижние Таволги,
- деревня Сербишино,
- деревня Реши,
- село Дрягуново,
- деревня Тёмно-Осинова,
- село Петрокаменское,
- деревня Беляковка,
- деревня Слудка,
- деревня Луговая,
- село Мурзинка,
- посёлок Нейво-Шайтанский,
- село Мелкозёрово,
- деревня Устьянчики,
- посёлок Зыряновский,
- посёлок Нейвинский,
- город Алапаевск,
- посёлок Заря,
- посёлок Каменский,
- село Толмачёво,
- посёлок Новоямово,
- деревня Путилова,
- деревня Кабакова,
- село Останино,
- деревня Бучина,
- село Кировское,
- деревня Мясникова,
- деревня Ряпосова,
- деревня Елань,
- село Невьянское.

## Галерея

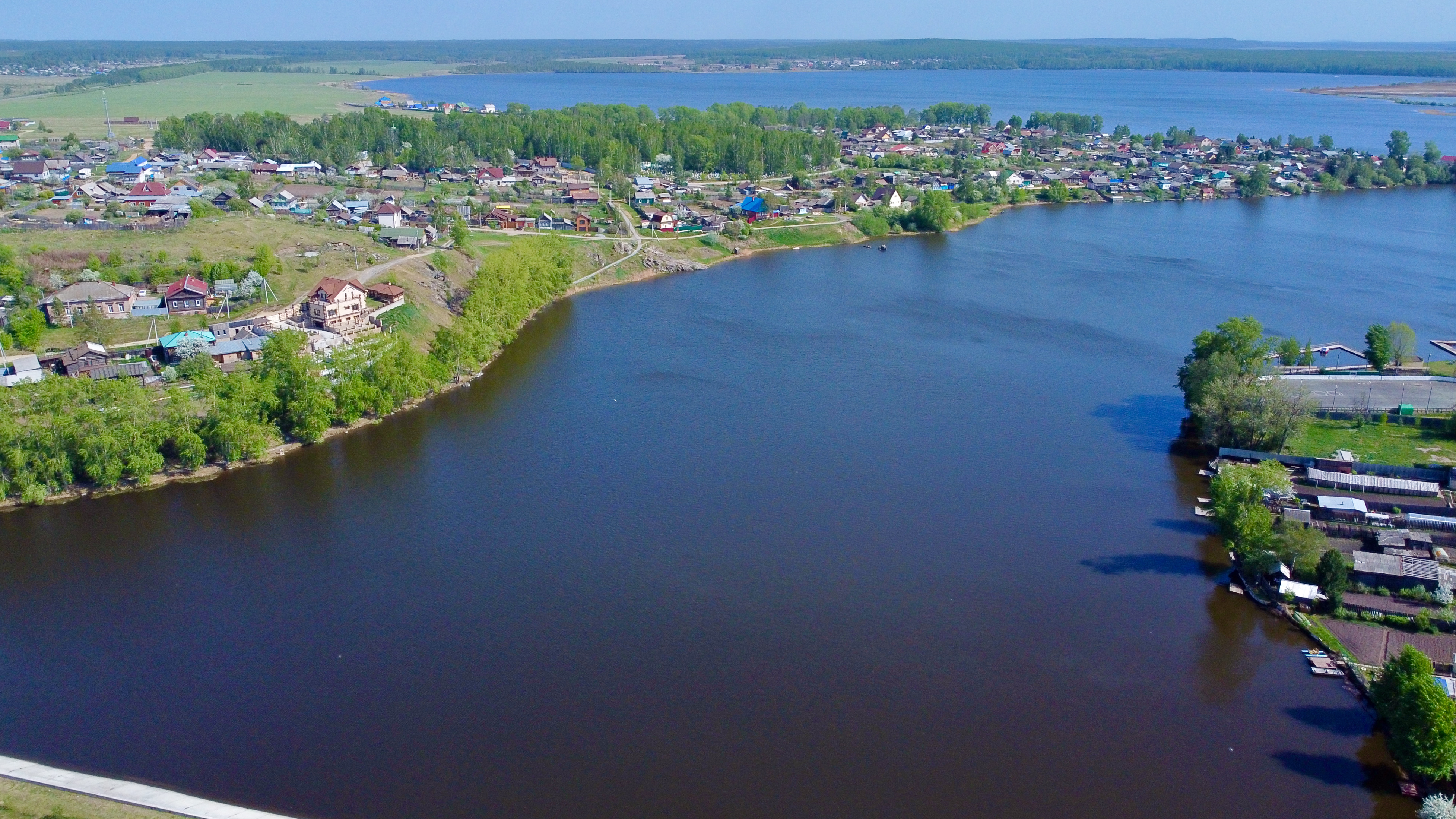
Невьянский пруд
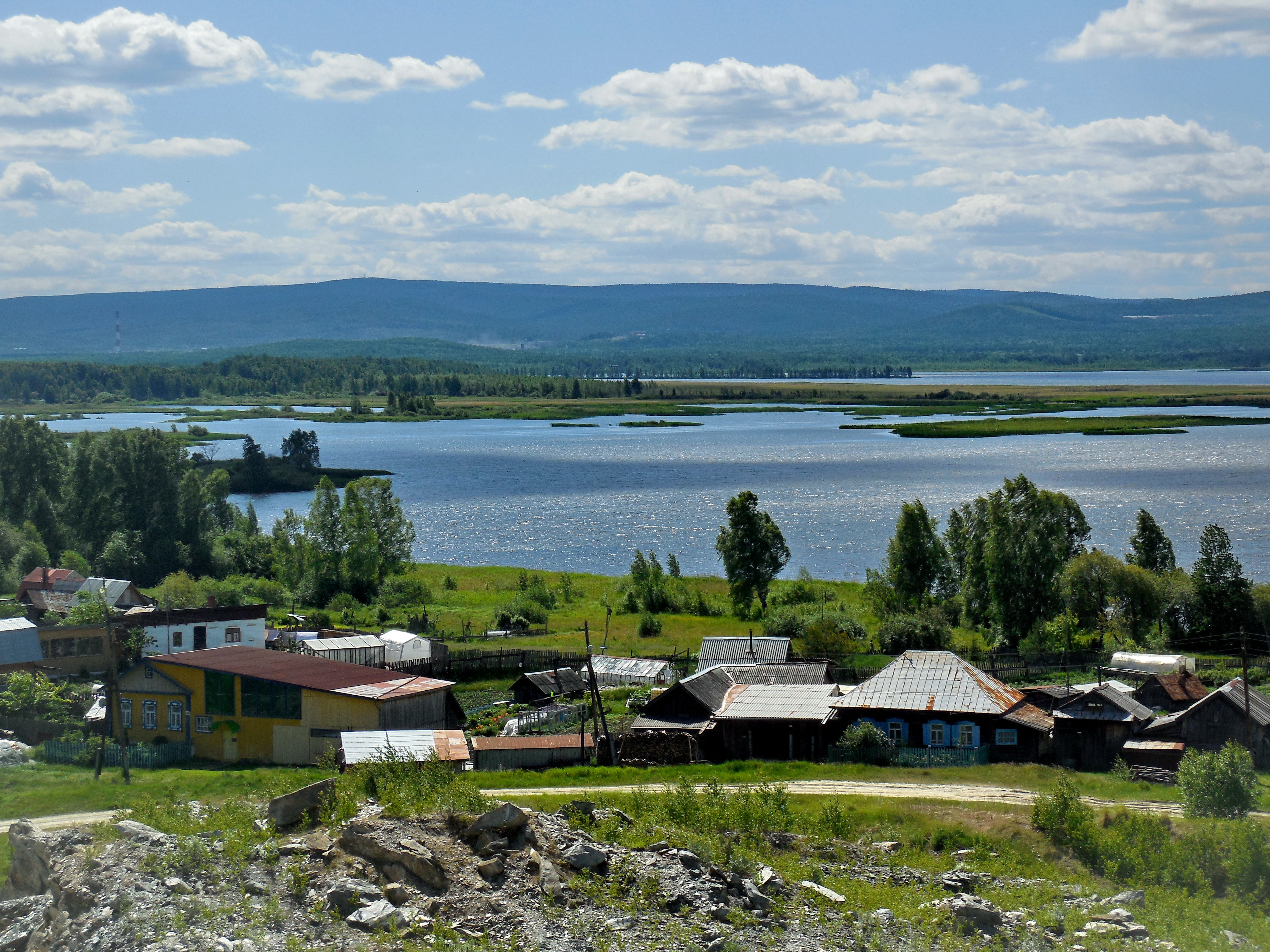
Рудянский пруд
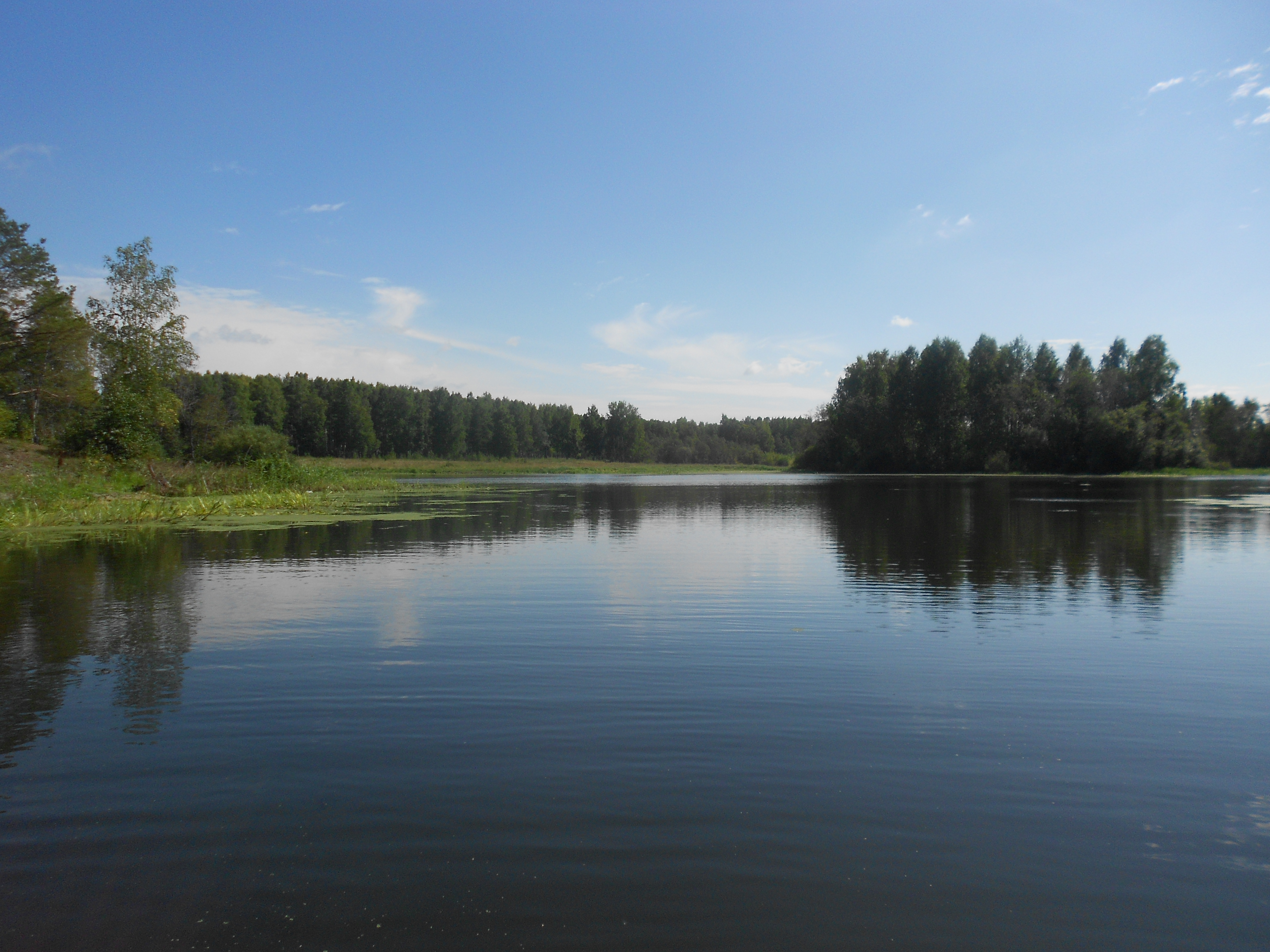
Около села Быньги
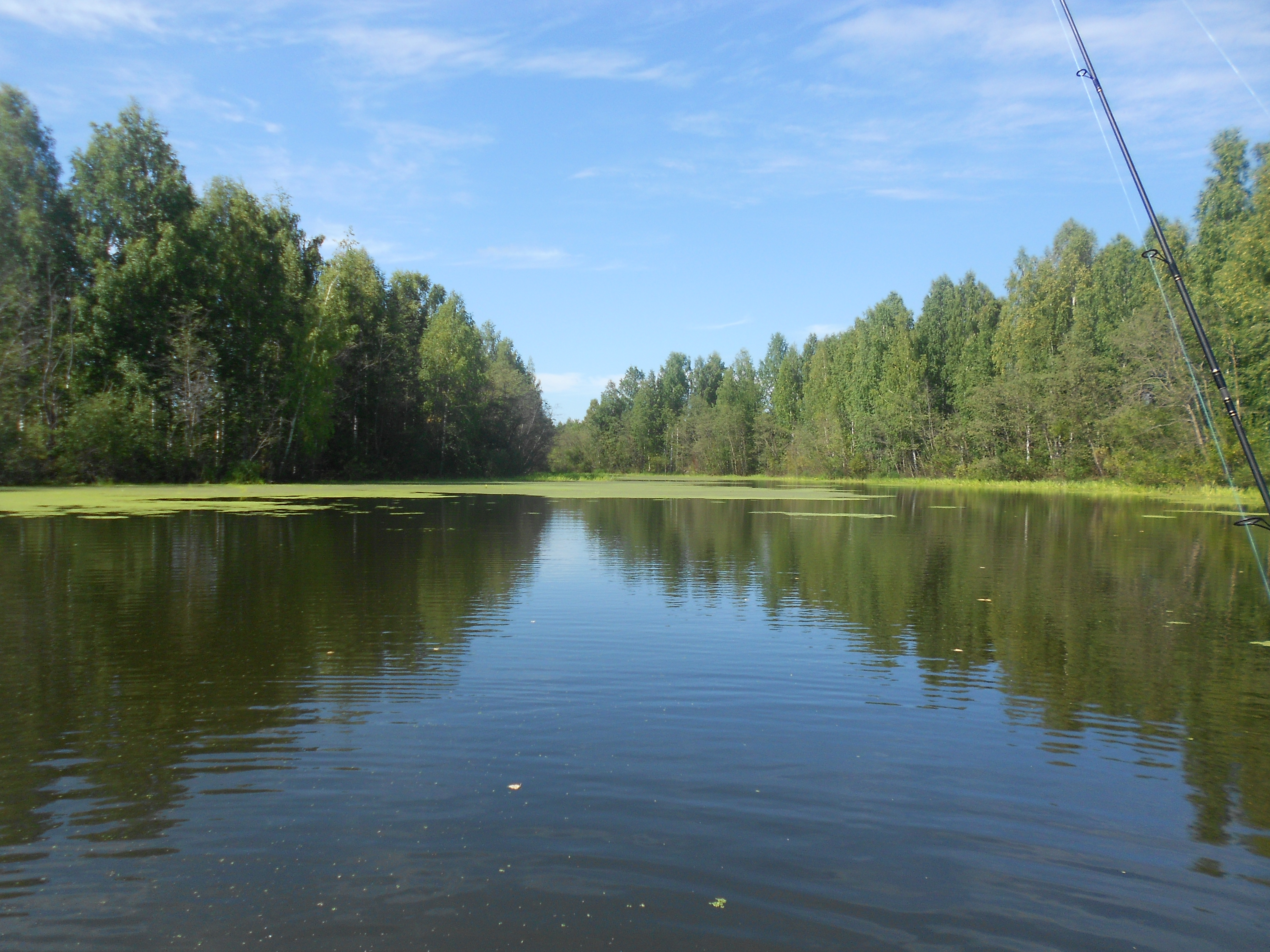
Около села Быньги
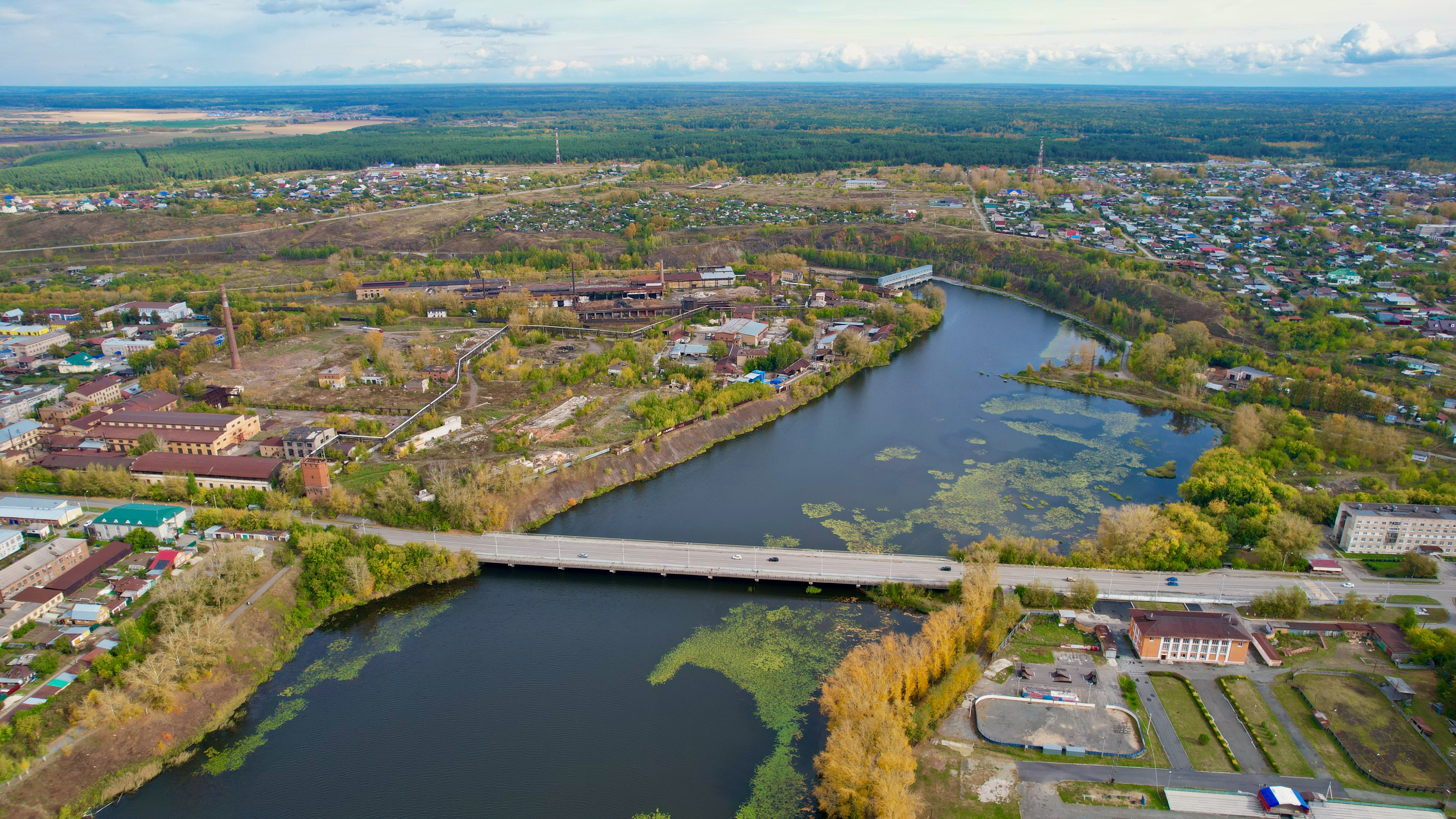
Мост через Нейву в Алапаевске
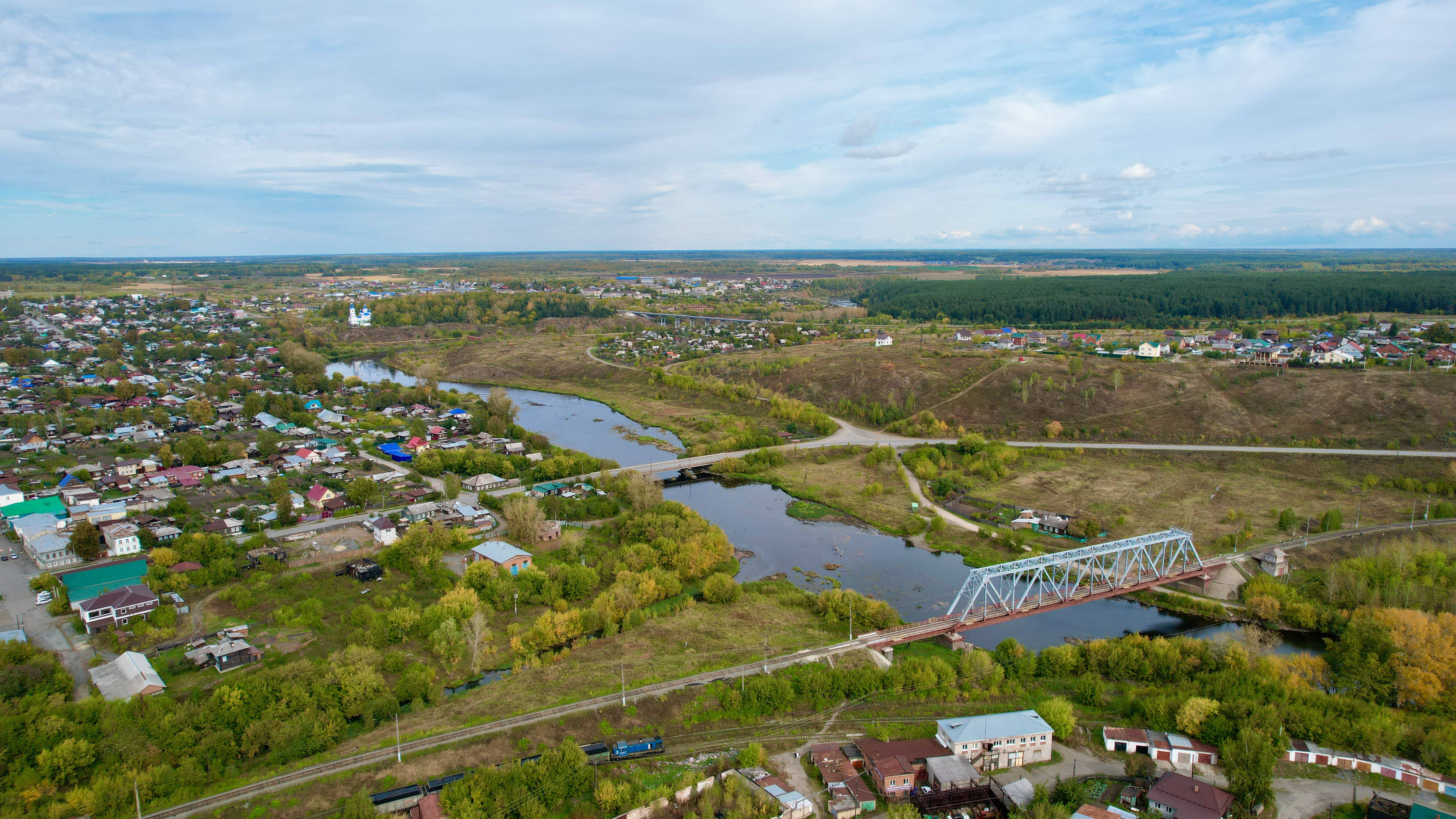
Устье Алапаихи
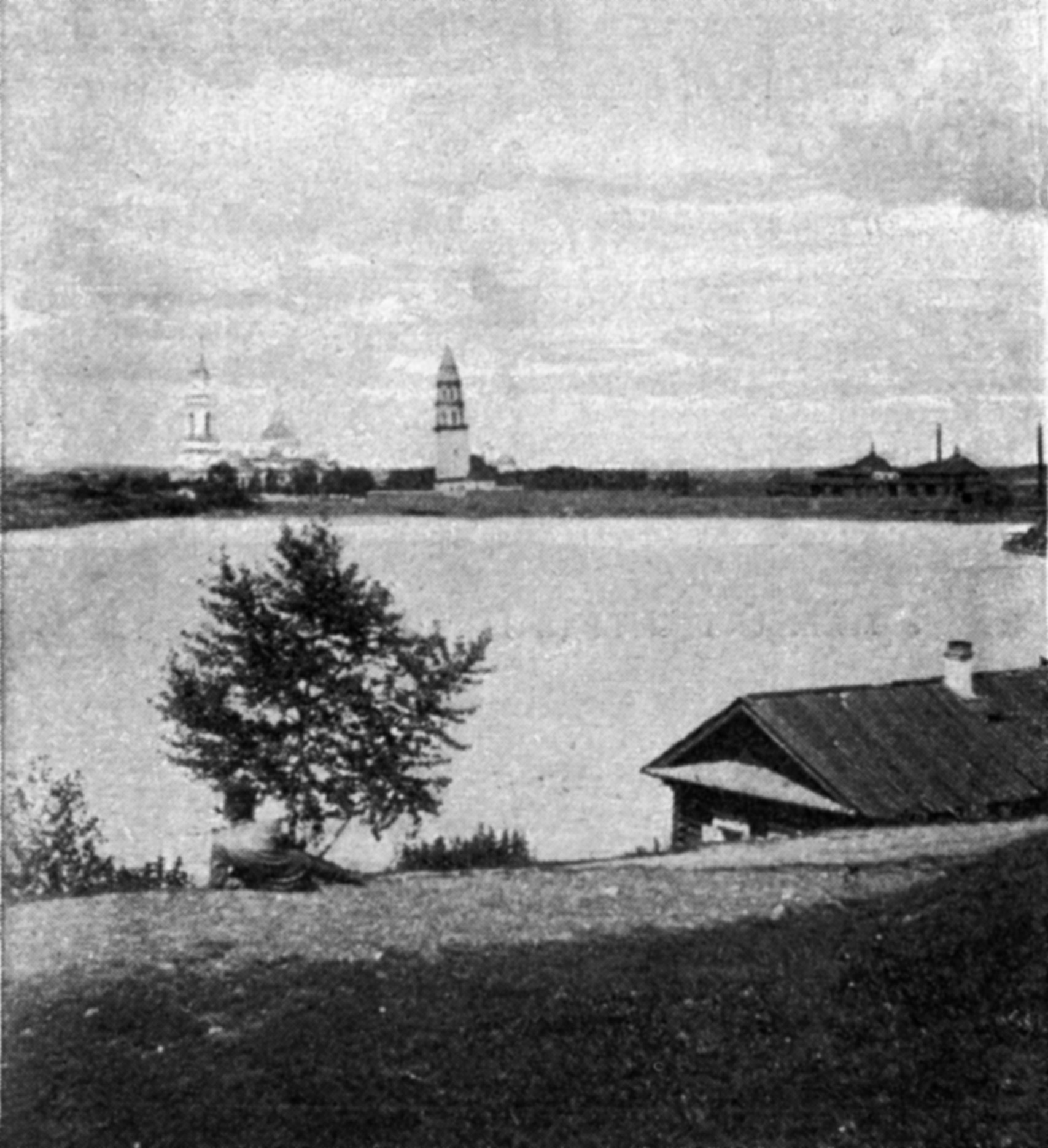
Старая фотография Уралъ. Рѣка Нейва. Невьянскъ.